# Don Giovanni Tenorio (Carnicer)
Don Giovanni Tenorio o Il dissoluto punito, ossia Don Giovanni Tenorio es una ópera en dos actos, con música de Ramón Carnicer i Batlle y libreto en italiano adaptado por el propio Carnicer a partir del libreto de Lorenzo da Ponte usado en la ópera homónima con música de Wolfgang Amadeus Mozart de 1787. Se estrenó el 22 de junio de 1822 en el Teatro de la Santa Cruz de Barcelona. 
Estrenada en una Barcelona que no había conseguido aún el propio Don Giovanni mozartiano. La ópera tiene claras influencias del estilo rossiniano.
Don Giovanni Tenorio rara vez se representa en la actualidad; en las estadísticas de Operabase aparece con sólo una representación en el período 2005-2010, siendo la primera y única de Carnicer. Se trata del reestreno, en el año 2006, en el Teatro Rosalía de Castro de La Coruña en una coproducción realizada entre el Festival Mozart de La Coruña y el Festival de Ópera Rossini de Pesaro.

## Estructura
Acto I
1. Introducción y coro de caballeros, con Leporello. Seguidillas de Don Giovanni
2. Cavatina de Donna Anna
3. Duetto de Donna Anna e Il Commendatore
4. Coro y quinteto [Donna Anna, Donna Elvira, Don ottavio, Don Giovanni y el Commendatore.
5. Aria de Leporello
6. Duetto de Donna Anna y Don Giovanni
7. Concertante Finale I [Tutti y coro]
Acto II
8. Leporello y coro de caballeros
9. Recitativo y aria de Don Giovanni
10. Recitativo y aria de Donna Anna , con Don Ottavio y coro de damas y sirvientes
11. Terzetto de Don Giovanni, Commendatore y Leporello.
12. Recitativo y aria de Don Ottavio
13. Finale II [Don Giovanni, Commendatore, Leporello y Coro de furias]

## El libreto
No se sabe con certeza quién fue el libretista de Il dissoluto punito de Ramón Carnicer. La opinión mayoritaria defiende que fue el propio compositor quien aprovechó y modificó el un libreto ya existente. Comúnmente se creía que había sido el de Giovanni Bertati el utilizado por Carnicer, pero mediante un estudio detallado del texto se confirmó que el compositor de Tárrega (o su libretista) partió del libreto de Da Ponte, quien a su vez había tomado como referencia el de Bertati. El texto sigue el modelo de Drama semiserio en dos actos, presentándose aquí la principal diferencia entre libretos, siendo los de Da Ponte y Bertati Dramas giocosos. En la obra española sólo encontramos una parte cómica de durante toda la trama, la de Leporello. De este modo los personajes de la campesina y su esposo son eliminados del argumento (Zerlina y Masetto en el libreto de Da Ponte).
El libreto relata el acoso de Don Giovanni hacia Donna Anna en la ciudad de Burgos. Cuando ésta ya se casa con el Duque Ottavio, Tenorio trata de violarla y obligarla a rechazar los votos que había jurado. El padre de Donna Anna, el Comendador de la Orden de Calatrava, escucha el altercado y ve lo ocurrido, desafía a Don Giovanni a un duelo y muere a los pies de su hija. Al final Don Giovanni llega al mausoleo del Commendatore, donde la estatua de su víctima le dice que debe arrepentirse y cambiar su forma de vida. Tenorio hace oídos sordos y muere repentinamente.

## Estilo e influencias
Esta ópera está escrita en un lenguaje rossiniano. De este modo el lenguaje vocal de los personajes importantes (Don Giovanni, Donna Anna, el Commendatore y el Duque Ottavio) es complejo y ornamentado, con bastantes dificultades vocales y en una estética belcantista. Todos los números a solo siguen esquemas típicos del lenguaje rossiniano, como dividir el aria en dos secciones, la primera haciendo función de cavatina y la última a modo de cabaletta con stretta.  Al finalizar la primera sección suele comenzar una corta cadencia para que el solista se luzca. Incluso en la cabaletta del aria de Don Giovanni del segundo acto escuchamos fragmentos melódicos con reminiscencias del aria inicial de Rosina de Il Barbiere di Siviglia.
Las influencias rosinnianas no se limitan simplemente a aspectos vocales o formales, sino están presentes en la propia construcción melódica (basada en la multiplicación de breves células motívicas trabajadas de forma secuencial y sometidas a oscilaciones dinámicas), el uso de codas cadenciales con cadencias ampliadas e incluso el sonido de la orquesta.
Además de su influencia rossiniana (presente en casi toda la producción de Carnicer) también realiza un trabajo de síntesis e introduce aspectos del lenguaje de Mozart a su ópera. La obertura comienza en re menor, de influencia mazortiana, incluso citando el tema usado por Mozart para el Commendatore en la escena de la muerte de Don Giovanni, tema que se recogerá de nuevo en la escena final de Il dissoluto punico. De este modo Carnicer utiliza la retórica mozartiana en la que el re menor evoca claramente a la muerte (como en Don Giovanni, el Requiem, la Flauta Mágica). En el coro inicial también se encuentra una breve cita del aria final de Fígaro en el acto I de Las bodas de Fígaro.
Otra influencia del compositor salzburgués es el uso de Recitativo acompagnato o stromentato para presentar a los personajes serios (Don Giovanni, Donna Anna...) o para los números con mayor tensión dramática.

## Estreno y recepción
Il dissoluto punico fue estrenada el 20 de junio de 1822 en el Teatre de la Santa Creu de Barcelona.  En muchos periódicos de la ciudad se habla sobre su estreno y siguientes representaciones, como el Diario de Barcelona, el Diario de la Ciudad de Barcelona o El indicador Catalán. Los intérpretes de su estreno fueron:
-Claudio Bonoldi como Don Giovanni (tenor)
-Carolina Pellegrini como Donna Anna (soprano)
-Ludgarda Anibaldi como Donna Elvira (soprano)
-Lodovido Bonoldi como Don Ottavio (tenor)
-Giovanni Layner como Leporello (barítono)
-Renieri Remorini como Il Commendatore (bajo)
La obra no fue bien recibida por el público, probablemente por utilizar un tema pasado de moda, como el propio libreto revela:

 El conocido asunto de esta ópera es de los más ridículos y descabellados que ha aportado la ignorante superstición de los siglos que nos han precedido. Sin embargo, un conjunto de circunstancias que fuera molesto de explicar han motivado el que nuevamente se refundiese y se pusiese en música esta fábula monstruosa, como ya antes lo verificó el célebre Mozart
Ramón Carnicer

Otro aspecto que ayudó al desagrado de esta obra fue el uso de un estilo diferente, que años más tarde sería calificado como ''tudesco'' en cuanto que dependiente del mundo mozartiano en el periódico El Vapor. El público de la época todavía no conocía el Don Giovanni de Mozart, que sería interpretado por primera vez en la ciudad condal el 18 de diciembre de 1849, en el Teatre Principal.
Más tarde, en el año 1885 la Ilustración Musical Hispano-Americana (a cargo de Felip Pedrell) incluía en su primer número un apartado dedicado a Ramón Carnicer. El autor de dicho texto manifestaba lo siguiente:

Cuán deseable sería la publicación de las óperas de Carnicer, una de nuestras mejores glorias; quizás ellas explicaran algunos de los triunfos de los compositores de la generación que le siguió. […] Esperamos que la posteridad hará plena justicia a su mérito
Felip Pedrell

Hasta el siglo XXI sus obras no se volvieron a estrenar ni se editaron. El Festival Mozart celebrado en La Coruña en el año 2006 reestrenó Il dissoluto punico en versión teatral con edición del ICCMU. No se volverá a poner en escena hasta agosto de 2007, en el Rossini Opera Festival di Pesaro.